# Kanzel (Affing)

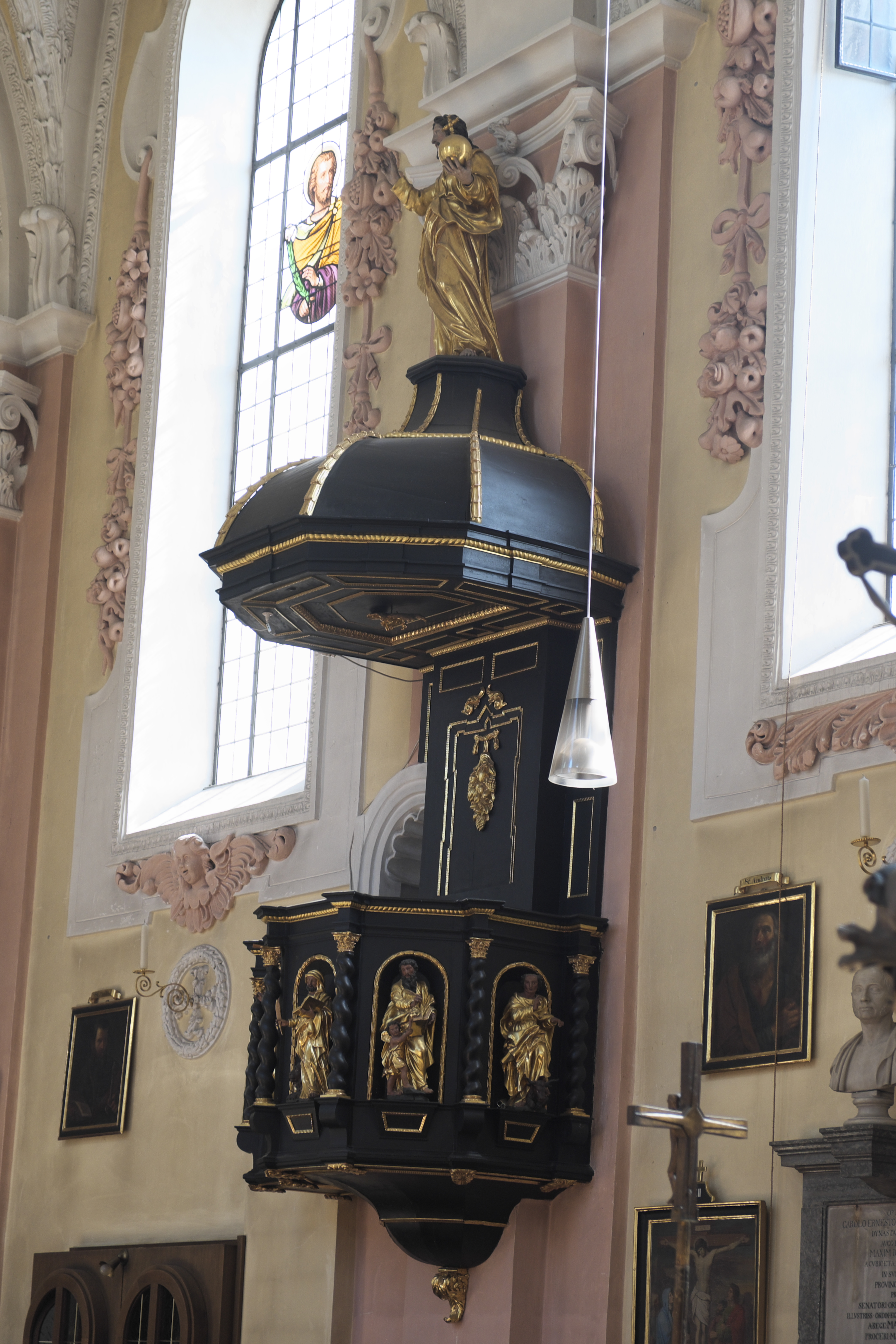
Kanzel in Affing

Die Kanzel in der katholischen Pfarrkirche St. Peter und Paul in Affing, einer  Gemeinde im Landkreis Aichach-Friedberg im bayerischen Regierungsbezirk Schwaben, wurde im 18. Jahrhundert geschaffen. Die barocke Kanzel ist als Teil der Kirchenausstattung ein geschütztes Baudenkmal.
Die hölzerne Kanzel besitzt einen Kanzelkorb mit Statuetten der Evangelisten und ihren Symbolen. Der Schalldeckel wird vom Salvator mundi bekrönt, an der Unterseite ist eine Heiliggeisttaube zu sehen.
Der Kanzelkorb, die Kanzelrückwand und der Schalldeckel sind in schwarz und gold gehalten.